# Puerto de la Cruz (Gerichtsbezirk)
Der Gerichtsbezirk Puerto de la Cruz ist einer der zwölf Gerichtsbezirke in der Provinz Santa Cruz de Tenerife.
Der Bezirk umfasst nur die Gemeinde Puerto de la Cruz auf einer Fläche von 8,73 km² mit dem Hauptquartier in Puerto de la Cruz.